# Saint-Cyprien (Corrèze)
Saint-Cyprien è un comune francese di 368 abitanti situato nel dipartimento della Corrèze nella regione della Nuova Aquitania.

## Società

### Evoluzione demografica
Abitanti censiti